# (65782) 1995 UG
1995 يو جي (ويعرف أيضًا باسم (65782) 1995 يو جي وفق تسمية الكوكب الصغير) (بالإنجليزية: 1995 UG)‏ هو كويكب ضمن حزام الكويكبات؛ وترتيبه 65782 من حيث الاكتشاف.
اكتُشف هذا الجُرم الفلكي بواسطة تاكيشي أوراتا ‏ في 16 أكتوبر 1995.

## وصلات خارجية
- (65782) 1995 UG في قاعدة بيانات مختبر الدفع النفاث لأجرام النظام الشمسي الصغيرة

- الاكتشاف · مخطط المدار ·  العناصر المدارية · المعلمات المادية

- (65782) 1995 UG على موقع ويكي سكاي: DSS2, SDSS, GALEX, IRAS, Hydrogen α, X-Ray, Astrophoto, Sky Map, Articles and images